# Pseudocnus californicus
Pseudocnus californicus är en sjögurkeart. Pseudocnus californicus ingår i släktet Pseudocnus och familjen korvsjögurkor. Inga underarter finns listade i Catalogue of Life.